# Spilogona xuei
Spilogona xuei este o specie de muște din genul Spilogona, familia Muscidae, descrisă de Wang și Xu în anul 1997. Conform Catalogue of Life specia Spilogona xuei nu are subspecii cunoscute.